# Gnophos prouti
Gnophos prouti är en fjärilsart som beskrevs av Karl Schawerda 1929. Gnophos prouti ingår i släktet Gnophos och familjen mätare. Inga underarter finns listade i Catalogue of Life.